# John Gilbert Baker
John Gilbert Baker (13 gennaio 1834 – 16 agosto 1920) è stato un botanico britannico.
Tra il 1866 e il 1899 ha lavorato presso la biblioteca e l'erbario dei Giardini botanici reali di Kew. 
Nel 1899 gli è stata conferita la Medaglia Linneana della Linnean Society of London. Nel 1907 ricevette la Veitch Memorial Medal della Royal Horticultural Society.

## Opere
- The Leguminosae of tropical Africa. Erasmus, Gent 1926-30 póstumo
- A summary of the new ferns which have been discovered or described since 1874. Clarendon, Oxford. 1892. En Archive.org
- Handbook of the Irideae. Bell & sons, Londres 1892
- Handbook of the Bromeliaceae. Bell & sons, Londres 1889
- Handbook of the Amaryllideae, including the Alstroemerieae and Agaveae. Bell & sons, Londres 1888
- Handbook of the fern-allies. Bell & sons, Londres 1887
- A flora of the English Lake District. Bell, Londres 1885
- Flora of Mauritius and the Seychelles. Reeve, Londres 1877
- A new flora of Northumberland and Durham. Williams & Norgate, Londres 1868
- The flowering plants and ferns of Great Britain. Cashs, Londres 1855
- A supplement to Baines' Flora of Yorkshire. Pamplin, Londres 1854